# Lever Brothers

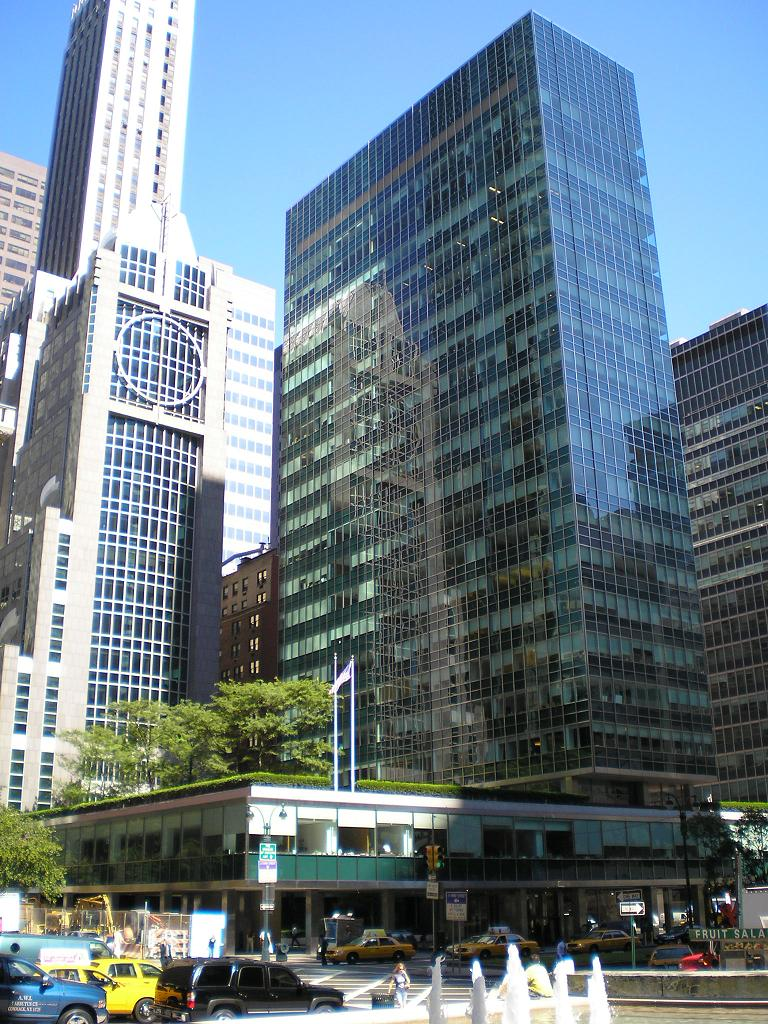
Das nach der Firma benannte Lever House in New York City, der ehemalige Verwaltungssitz von Lever Brothers.

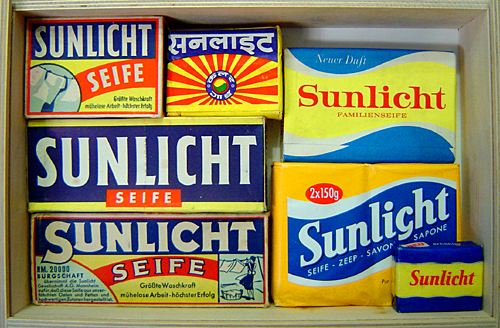
Sunlight soaps

Die Firma Lever Brothers war ein britischer Kosmetik- und später auch Lebensmittelhersteller, der in den 1930ern mit dem Margarine-Unternehmen Margarine-Union zu Unilever verschmolz.

## Geschichte
Das Unternehmen wurde 1885 von William Hesketh Lever und seinem Bruder James Darcy gegründet. Es war zur Rohstoffgewinnung in der damaligen britischen Kolonie Goldküste aktiv, was die Kolonialverwaltung förderte und ihrer United Africa Company (Palm Line) zur wirtschaftlichen Dominanz in Westafrika verhalf.
Zunächst wurden ausschließlich Waschmittel und Seifen produziert. Berühmt wurde die Firma mit der Seife Sunlight Soap, deren Produktion im Gründungsjahr aufgenommen wurde; sie ist einer der ältesten bis heute erhältlichen Markenartikel. Im ältesten deutschen Lever-Werk Mannheim wird noch heute das Dove-Waschstück produziert.
Als erste kontinentaleuropäische Tochterfirma wurde 1898 in Olten in der Schweiz die Seifenfabrik Helvetia gegründet, 1909 umbenannt in Savonnerie Sunlight. 1994 wurde die Fabrik geschlossen.
Das Unternehmen wurde unter anderem dafür bekannt, dass es über weitreichende und für damalige Zeiten moderne Sozialleistungen verfügte. Lever Brothers ließen zahlreiche Firmengebäude errichten, die nach der Sunlight-Seife benannt wurden, darunter die Werkssiedlung Port Sunlight bei Liverpool (einschließlich der kongregationalistischen Christ Church), die Niederlassung Sunlight Chambers in Dublin sowie ein gleichnamiges Gebäude in Newcastle upon Tyne.
1917 entschied man sich zusätzlich für den Aufbau einer Lebensmittellinie. 1930 schloss Lever Brothers sich mit der britisch-niederländischen Margarine Union (in den Niederlanden Margarine Unie, in Deutschland Margarine-Union), die ebenfalls tierische Fette als Basis für ihre Produkte benutzte, zu Unilever zusammen.